# Bataille de Waxhaws
Guerre d'indépendance des États-Unis
Batailles
Théâtre sud de la guerre d'indépendance des États-Unis (1780-1782)
- Siège de Charleston
- Monck's Corner
- Lenud's Ferry
- Waxhaws
- Mobley's Meeting House
- Ramsour's Mill
- Huck's Defeat
- Colson's Mill
- Rocky Mount
- Hanging Rock
- Camden
- Fishing Creek
- Musgrove Mill
- Wahab's Plantation
- Black Mingo
- Charlotte
- Kings Mountain
- Shallow Ford
- Fishdam Ford
- Blackstock's Farm
- Cowpens
- Cowan's Ford
- Torrence's Tavern
- Massacre de Pyle
- Wetzell's Mill
- Guilford Court House
- Fort Watson
- Hobkirk's Hill
- Fort Motte
- Augusta
- Ninety-Six
- House in the Horseshoe
- Chesapeake
- Eutaw Springs
- Lindley's Mill
- Yorktown
- Videau's Bridge
- Baie d'Hudson
- Combahee River

La bataille de Waxhaws est une bataille de la guerre d'indépendance des États-Unis qui eut lieu le 29 mai 1780, près de la ville actuelle de Lancaster en Caroline du Sud, et qui opposa une force de l'Armée continentale, menée par Abraham Buford, à une force constituée essentiellement de Loyalistes, conduite par Banastre Tarleton. 
Le commandant américain refusa une première demande de reddition, mais lorsque ses hommes furent attaqués par la cavalerie de Tarleton, beaucoup d'entre eux jetèrent leurs armes pour se rendre. Les récits diffèrent sur les suites de la bataille : Buford aurait tenté de se rendre mais cela lui aurait été refusé. Les hommes de Tarleton auraient continué à tuer les Patriots, y compris ceux qui ne résistaient pas.
C'est à la suite de cette bataille que Banastre Tarleton fut surnommé le « boucher » par les Patriots.